# Пестряк удлинённый

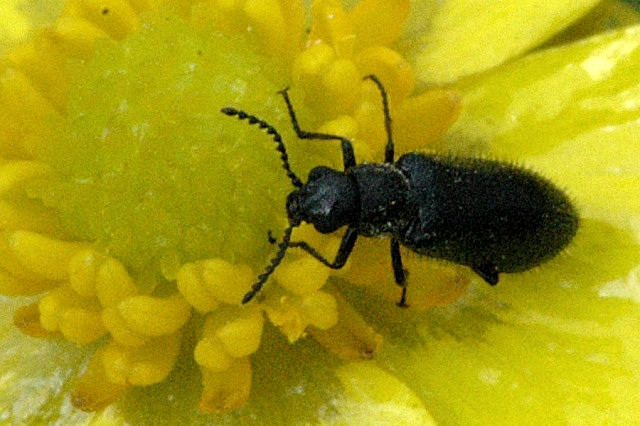
Жук Tillus elongatus

Пестряк удлинённый, или пестряк непёстрый (лат. Tillus elongatus) — вид жуков из семейства пестряков.

## Распространение
Европа, Кавказ, Дальний Восток.

## Описание
Мелкие жуки длиной 6,0—9,0 мм. Как правило, всё тело и надкрылья одноцветно-чёрные (иногда переднеспинка у самок красная). Надкрылья без поперечных перевязей, покрыты точечными рядами, доходящими до вершины. Взрослые жуки встречаются на цветах. Личинки живут под корой, где активно хищничают — питаются личинками жуков-дровосеков, точильщиков, златок.